# Bert De Waele
Pour les articles homonymes, voir De Waele.
Bert De Waele (né le 21 juillet 1975 à Deinze) est un coureur cycliste belge.

## Biographie
Bert De Waele est passé professionnel en 2001 dans l'équipe Landbouwkrediet. Leader de cette formation, il a notamment remporté le Grand Prix de Wallonie 2007, après de nombreuses places d'honneur en 2006 (Het Volk, Coupe Sels, Grand Prix E3, Grand Prix Pino Cerami, Tour du Haut-Var). Il a, à l'issue de ces deux saisons, terminé à la 13e puis à la 17e place de l'UCI Europe Tour. N'ayant pas réussi à trouver un accord pour poursuivre avec la Landbouwkrediet-Euphony, à contrecœur, De Waele met un terme à sa carrière à l'issue de la saison 2012.

## Palmarès
- 1996
  - 3e de Vaux-Eupen-Vaux
- 1997
  - 2e du Circuit du Brabant wallon
  - 2e de Seraing-Aix-Seraing
  - 3e du championnat de Belgique sur route espoirs
- 1999
  - 3e de Seraing-Aix-Seraing
- 2000
  - Univest Grand Prix
  - Course des chats
  - 2e de Seraing-Aix-Seraing
  - 2e du Grand Prix des Flandres françaises
- 2001
  - 2e du Tour du Doubs
- 2002
  - 3e du Grand Prix Beeckman-De Caluwé
- 2003
  - Tour du Doubs
- 2004
  - Cholet-Pays de Loire
  - Circuit du Houtland
  - 2e de Bruxelles-Ingooigem
  - 2e du Tour de la Région wallonne
  - 3e du Tour du Doubs
- 2005
  - 2e du Grand Prix Pino Cerami
- 2006
  - 2e de l'Internationale Wielertrofee Jong Maar Moedig
  - 2e du Het Volk
  - 3e de la Coupe Sels
- 2007
  - De Drie Zustersteden
  - Grand Prix de Wallonie
  - 3e du Grand Prix Pino Cerami
  - 3e de la Polynormande
  - 3e du Grand Prix Marcel Kint
- 2008
  - 2e de Cholet-Pays de Loire
- 2009
  - 4e étape du Tour de Belgique
  - 2e de la Course des raisins
  - 10e du Tour des Flandres
- 2010
  - 2e du Tour du Haut-Var
  - 4e de l'Amstel Gold Race
- 2011
  - 2e étape de Paris-Corrèze
  - 2e de l'Internationale Wielertrofee Jong Maar Moedig
  - 2e de Paris-Corrèze

## Classements mondiaux
| Année                  | 2005 | 2006 | 2007 | 2008 | 2009 | 2010 | 2011 | 2012 |
| ---------------------- | ---- | ---- | ---- | ---- | ---- | ---- | ---- | ---- |
| Calendrier mondial UCI |      |      |      |      | 201e | 98e  |      |      |
| UCI Europe Tour        | 76e  | 13e  | 17e  | 32e  | 36e  | 144e | 32e  | 403e |